# Mateo Flecha
Mateo Flecha (1483-1553) foi um compositor de música renascentista nascido no Reino de Aragão, na região de Prades. Outros nomes pelos quais é conhecido são Mateu Fletxa el Vell (em sua língua natal, o catalão), e Mateo Flecha el Viejo, sendo que "el Viejo" (o Velho) foi acrescentado ao seu nome para distingui-lo de seu sobrinho Mateo Flecha el Joven, também compositor, mas de madrigais.
Pouco se sabe de sua formação musical. Mateo Flecha foi diretor de música da catedral de Lleida de setembro de 1523 a outubro de 1525. De lá mudou-se para Guadalajara ficando por seis anos a serviço do duque Diego Hurtado de Mendoza. Mudou-se então para Valença onde assumiu a direção do coro da capela do Duque da Calábria.  No período em que lá trabalhou, três de suas obras foram incluídas em cancioneiros associados àquela Capela.
Em 1537 Flecha mudou-se novamente, indo para Sigüenza onde serviu como maestro di cappella por dois anos. De 1544 a 1548 viveu no castelo de Arévalo como professor das Infantas Maria e Joanna, filhas do imperador Filipe II de Espanha (1527-1598). Próximo ao fim de sua vida, Mateo Flecha tornou-se um monge da Ordem Cisterciense, vivendo no monastério de Poblet (onde morreu em 1553). Após sua morte, seu sobrinho homônimo, também compositor, publicou algumas obras suas postumamente.

## Obras
A música de Mateo Flecha foi publicada em parte por Fuenllana em seu Orphenica Lira. A maior parte de sua obra pode ser encontrada no Cancionero do Duque da Calábria (Veneza, 1556), popularmente conhecido como o “Cancioneiro de Upsala”.
Suas composições mais conhecidas são as ensaladas, um tipo de música para quatro ou cinco vozes escrita para o entretenimento dos cortesãos no palácio.  A ensalada frequentemente misturava várias línguas: espanhol, catalão, italiano, francês e latim, vindo daí a origem do nome (ensalada significa "salada").  Além das ensaladas, Flecha é também conhecido por seus villancicos.
Em 1581 suas ensaladas foram publicadas por seu sobrinho homônimo em Praga.  Das onze ensaladas, restam versões completas de somente seis: El jubilate, La bomba, La negrina, La guerra, El fuego e La justa.  Das restantes, quatro têm uma das vozes faltando, e El cantate perdeu-se porque seu sobrinho não a quis publicar considerando-a longa demais.
Vários compositores espanhóis, como Enríquez de Valderrábano, Diego Pisador, e Miguel de Fuenllana adaptaram as obras de Flecha para a vihuela

### Lista de obras
Embora ele tenha certamente escrito mais do que isto, as seguintes composições são conhecidas como sendo suas:
Ensaladas para 4 vozes:
- El fuego
- El jubilate
- La bomba
- La caça
- La guerra
- La justa
- La negrina
- La viuda

Ensaladas para 5 vozes:
- Las cañas
- Los chistes
- El cantate o dança despadas (perdida)

Villancicos para 3 vozes:
- Encúbrase el mal que siento
- O triste de mí
- Si sentís lo que yo siento
- Vella de vós som amorós (atribuído a Flecha)

Villancicos para 4 vozes:
- Mal haya quien a vos casó
- Que farem del pobre Joan
- Teresica hermana
- Tiempo bueno

Villancicos para 5 vozes:
- Si amores me han de matar

Obras sacras em Latim:
- Miserere (4 vozes)
- Doleo super te (perdida)